# Asplenium aitchisonii
Asplenium aitchisonii là một loài thực vật có mạch trong họ Aspleniaceae. Loài này được Fraser-Jenk. & R. Reichst. miêu tả khoa học đầu tiên năm 1982.